# PIANO (アニメ)
『PIANO』（ピアノ）は、日本のアニメ作品。2002年11月11日から2003年1月13日にキッズステーションで全10話が放送された。第6回文化庁メディア芸術祭審査委員会推薦作品。

## ストーリー
野村美雨（のむら みう）は中学2年生の女の子。小さい頃からピアノを習っているが、自分にいまひとつ自信が持てない。彼女の親友・松原優希は陸上部に所属し、性格は美雨とは反対にはっきりしている。でも2人は一緒に笑ったり泣いたりとても仲がよい。
このアニメは、家族、親友、恋人といったごくありふれた風景のなかで、美雨が悩みながらも成長していく様子を描いた作品である。

## 登場人物
野村 美雨（のむら みう）
声 - 川澄綾子
内気でおとなしい中学2年生の少女。ドラマCDによると、血液型はA型。誕生日は明らかにされていないが、水瓶座であることがわかっている。
幼い頃からピアノを習っているが、本人はあまりピアノの話をせず、ピアノの話をすると暗い顔をする。3年生で陸上部に所属する高橋先輩のことが好きだが、内気な性格のため告白どころか、まともに言葉を交わすこともできない。美雨の恋を成就させようと、優希や滝沢があれこれ世話を焼くのだが、二人ともおとなしい性格のため、いまいち進展しない。
ふんわりした不思議な髪型が特徴だが、これまた不思議なことに眠っている時も、朝起きた時もまったく崩れなかった。
また、ドラマCDによると、名前の由来は瞳が誠司に七夕デートをすっぽかされた事を忘れないように、当日は雨が降っていたことに因んで付けたらしい。
松原 優希（まつばら ゆうき）
声 - 川上とも子
美雨の親友で陸上部所属。性格は美雨と反対で明るく活発的。美雨のために少々強引なことをしようとするが、美雨が嫌がればしない。美雨のことを一番よく思っている。
陸上部の滝沢先輩のことが好きで、誕生日に告白しようと決意するが、帰省先の親戚に「男みたい」と言われ、自信を無くしてしまう。美雨に励まされ告白し、見事付き合うことに。その後も喧嘩したりしたが、滝沢宅でクリスマスパーティを開いたり、二人で美雨と高橋を付き合わせようと世話を焼いたり、いい関係が続いている。
高橋 一也（たかはし かずや）
声 - 福山潤
中学3年生で優希と同じく陸上部所属。難関の高校を狙っている。将来は映画監督になりたいらしいが、今は受験のことで頭がいっぱいになっている。
美雨の想いには気づいている様子は無く、美雨が落ち込んだ顔でいるところを見かけても声をかけようとはしなかった。これが滝沢の怒りを買い、教室で殴られている。
最終回では受験先の合格発表と美雨のピアノの発表会が同日になり、美雨は悩みながらもチケットを渡す。そして当日、美雨は客席に高橋の姿を見つける。
白川先生（しらかわせんせい）
声 - 宮本充
美雨のピアノの先生。いつも怒ったような無愛想な表情で、生徒の母親からは人気があるが、生徒からしてみれば怖い先生でしかない。泣きながら帰った子もいる。
美雨の姉、暁子とはたまに連絡し合う仲。野村家の飼い猫であるミューが懐く数少ない部外者。
野村 誠司（のむら せいじ）
声 - 大塚明夫
美雨の父親。仕事が忙しく、たまに家族との約束を忘れるが、家族思いの優しい父親。美雨とは仲がよく、たまに結託して母親の怒りから逃れようとする。
野村 瞳（のむら ひとみ）
声 - 佐々木優子
美雨の母親。天真爛漫な性格で家事をよくこなす。この世で娘が一番素敵だと思っている。
野村 暁子（のむら あきこ）
声 - 根谷美智子（ドラマCDでは三石琴乃）
美雨の姉で海外専門のツアーコンダクター。そのため家にあまりいない。性格は美雨とは正反対で社交的。
ドラマCDによると、美雨と同様、名前の由来は瞳が誠司に七夕デートをすっぽかされ、朝まで待ちぼうけを食らった事を忘れないように付けたらしい。
ミュー
野村家で飼われている黒猫。大抵、美雨のベッド上に居る。瞳曰く、家から出したことは無いらしい。人見知りな性格らしいが、白川には懐いている。瞳は理由を知っているようだが、美雨には教えなかった。

## スタッフ
- 原作 - アニメイトフィルム、渡辺麻実
- 監督 - 須藤典彦
- キャラクターデザイン - 藤島康介
- アニメーションキャラクターデザイン・総作画監督 - 池田裕治
- 美術監督 - 東潤一
- 色彩設計 - 片山由美子
- 撮影監督 - 吉田光伸
- 編集 - 伊藤潤一
- 音楽 - 神津裕之、川澄綾子
- 音響監督 - 渡辺淳
- エグゼクティブ・プロデューサー - 高橋豊、熊澤芳紀、添田弘幸
- プロデューサー - 菊池晃一、高山智子、山田裕子、奥野敏聡、神田修吉
- アニメーション制作 - OLM Team Iguchi
- 製作 - アニメイトフィルム、パイオニアLDC、キッズステーション

## 主題歌
オープニングテーマ「… to you」 - インストゥルメンタル
作曲 - 川澄綾子 / 編曲 - 神津裕之
エンディングテーマ「ココロの音」
作詞 - 上田緑 / 作曲・編曲・歌 - 上野洋子
挿入歌「SEASON」（第4話、第5話）
作詞・歌 - 藤重政孝 / 作曲・編曲 - 西岡和哉
挿入歌「Blue Blue」（第4話）
作詞 - 只野菜摘 / 作曲・編曲 - 西岡和哉 / 歌 - 大輪美幸

## 各話リスト
| 話数   | サブタイトル                        | 脚本       | 絵コンテ | 演出     | 作画監督   | 放送日          |
| ------ | ----------------------------------- | ---------- | -------- | -------- | ---------- | --------------- |
| 第1話  | 感情を込めて〜con sentimento〜      | 渡辺麻実   | 須藤典彦 | 須藤典彦 | 池田裕治   | 2002年 11月11日 |
| 第2話  | やわらかみを持って〜con tenerezza〜 | 渡辺麻実   | 誌村宏明 | 誌村宏明 | 小山和広   | 11月18日        |
| 第3話  | はつらつと勢いよく〜con spirito〜   | 渡辺麻実   | 須藤典彦 | 木宮茂   | 三浦貴博   | 11月25日        |
| 第4話  | 快活に〜con allegrezza〜            | 渡辺麻実   | 誌村宏明 | 誌村宏明 | 小山和広   | 12月2日         |
| 第5話  | 心をゆらして〜con passione〜        | 金月龍之介 | 須藤典彦 | 岡崎幸男 | 三浦貴博   | 12月9日         |
| 第6話  | 生き生きと〜con brio〜              | 渡辺麻実   | 中川聡   | 近橋伸隆 | 牛島勇二   | 12月16日        |
| 第7話  | 心を込めて大胆に〜con bravura〜     | 金月龍之介 | 須藤典彦 | 江上潔   | 古池敏也   | 12月23日        |
| 第8話  | 哀しく沈むように〜con melancolia〜  | 渡辺麻実   | 須藤典彦 | 岡崎幸男 | 桜井木ノ実 | 12月30日        |
| 第9話  | 愛しさを込めて〜con amore〜         | 金月龍之介 | 誌村宏明 | 誌村宏明 | 牛島勇二   | 2003年 1月6日   |
| 第10話 | やさしさを持って〜con grazia〜      | 渡辺麻実   | 須藤典彦 | 須藤典彦 | 池田裕治   | 1月13日         |

物語は梅雨の時期から始まり、ピアノ教室、両親の結婚記念日、優希の部活動の様子や告白、夏休み、暁子の急な帰省、クリスマス、そして春の発表会へと、およそ1年の間に移り変わる人間模様を、揺れ動く美雨の心情を中心に描かれている。
なお、美雨をはじめとするレギュラー陣は様々な衣装で登場し、それまでのアニメ作品でありがちな「着たきり」が見られない。先行放送スペシャル映像（DVD１巻の特典映像に収録）での川澄綾子と川上とも子の対談でもこれに触れられており、川上は美雨の服装の印象を「お金持ちな家のお嬢さん」、優希の家を「みんなでワイワイするような家」と評した。
美雨だけでも10種類以上の衣装が用意されており、学校の制服も夏と冬のセーラー服と冬用のコートがある。それ以外にも寝間着やドレスなど各話で季節や場面に合わせた衣装で登場する。